# Stephen Schwartz
Stephen Lawrence Schwartz (nascido em 6 de março de 1948) é um compositor e letrista americano de teatro musical. Em uma carreira de mais de quatro décadas, Schwartz escreveu musicais de sucesso como Godspell (1971), Pippin (1972) e Wicked (2003). Ele contribuiu com as letras para uma série de filmes de sucesso, incluindo Pocahontas (1995), O Corcunda de Notre Dame (1996), O Príncipe do Egito (1998; músicas e letras) e Encantada (2007). Schwartz ganhou o Drama Desk Award de Melhor Letra, três Grammy Awards, três prêmios da Academia e foi indicado para seis prêmios Tony.

## Carreira
Depois do sucesso de Pippin e com uma carreira já solidada no teatro musical americano, em 1991, Schwartz escreveu a música e a letra para o musical Children of Eden. Ele, então, começou a trabalhar no cinema, colaborando com o compositor Alan Menken na pontuação para os animações da Disney, primeiramente com Pocahontas (1995), pelo qual recebeu dois Oscar, e O Corcunda de Notre Dame (1996). Ele escreveu as músicas e letras para o primeiro longa-metragem de animação da DreamWorks, O Príncipe do Egito (1998), ganhando um outro prêmio da Academia pela música "When You Believe". Ele escreveu músicas e letras para o musical original da televisão, Gepeto (2000), visto em O Mundo Maravilhoso de Disney. A adaptação para o palco deste musical estreou em junho de 2006 no Teatro Coterie, em Kansas City, Missouri, e era chamado de Gepeto e seu Filho, e agora é conhecido como  Meu Filho Pinóquio: Conto Musical de Gepeto. A versão criada por jovens artistas, intitulado Geppetto & Son, Jr. teve sua estréia mundial em 17 de julho de 2009, no Lyric Theatre, em Stuart, Flórida. Ele foi apresentado pela StarStruck Performing Arts Center.
Em 2003, Schwartz voltou à Broadway, como compositor e letrista de Wicked, um musical baseado no livro Wicked: The Life and Times of the Wicked Witch of the West, que conta a história dos personagens de Oz a partir do ponto de vista da bruxas. Schwartz ganhou um Grammy por seu trabalho como compositor e letrista e produtor da gravação do elenco original de Wicked . Em 23 de março de 2006, a produção da Broadway de Wicked ultrapassou a marca de 1.000 performances, tornando Schwartz um dos quatro compositores (os outros três sendo Andrew Lloyd Webber, Jerry Herman e Richard Rodgers) a ter três shows que tiver mais de 1.000 performances na Broadway (seus outros dois foram Pippin e The Magic Show). Em 2007, Schwartz se juntou a Jerry Herman como sendo um dos dois únicos compositores / letristas há ter três shows a ter mais de 1.500 apresentações na Broadway.
Após Wicked, Schwartz foi chamado para contribuir com músicas e letras para um novo musical que foi encomendado para comemorar o bicentenário do nascimento de Hans Christian Andersen. A produção, intitulada Mit Eventyr ou "My Fairytale", estreou no Teatro Gladsaxe em Copenhagen, no outono do hemisfério norte de 2005. A estréia americana de My Fairytale ocorreu no verão de 2011 no PCPA Theatrefest da Califórnia e foi dirigido pelo filho do compositor, Scott Schwartz.
Schwartz voltou a Hollywood em 2007 e escreveu letras para o filme de sucesso da Disney, Encantada, mais uma vez colaborando com Menken. Três músicas do filme, "Happy Working Song", "That's How You Know", e "So Close", foram nomeados para o Oscar de Melhor Canção Original. Ele escreveu a canção tema para Johnny e os Sprites, estrelado por John Tartaglia do Playhouse Disney. Um projeto recente é a música incidental para a adaptação de seu filho Scott Schwartz do livro My Ántonia.
Em 2008, Applause Theatre and Cinema Books publicou a primeira biografia oficial de Schwartz  Defying Gravity, por Carol de Giere. O livro é um olhar abrangente de sua carreira e vida, e inclui seções sobre como escrever para o teatro musical.
Virando-se para o mundo pop em 2009, colaborou com John Schwartz Ondrasik, escrevendo duas músicas para Five for Fighting, album de Slice, a faixa-título, assim como "Above the Timberline". Ondrasik se familiarizou com Schwartz por causa do afeto de sua filha para o musical Wicked.
Em setembro de 2011, no Teatro Northlight em Chicago estreou novo musical de Schwartz, Snapshots, que contou com música e letra de Schwartz, libreto de David Stern, e foi dirigido por Ken Sawyer. É uma mistura de "algumas da música mais amada com as verdadeiramente maravilhosas gamas menos conhecidas do ilustre compositor da Broadway". 
Em 22 de março de 2012, o Coro Masculino Gay de São Francisco lançou "Working", composta por Schwartz, com letras tiradas do projeto It Gets Better de Dan Savage.

## Vida pessoal
Schwartz casou com Carole Piasecki em 6 de junho de 1969. Eles têm dois filhos, Jessica e Scott.
Em 2009, Schwartz foi eleito Presidente da Dramatists Guild of America, sucedendo John Weidman;  a partir de 2014, continua a ocupar o cargo.

## Prêmios e indicações
Schwartz ganhou muitos prêmios importantes em seu campo, incluindo três Oscar, três Grammy, quatro Drama Desk Award, um Globo de Ouro, o prêmio Richard Rodgers de Excelência em Teatro Musical e um "pequeno punhado de troféus de tênis" como afirma em seu site.
Ele recebeu seis nomeações ao Tony Award, para, Pippin, Godspell, Wicked (música e letras), Rags (letras) e de Working (música, letras e libreto). 
Em abril de 2008, Schwartz recebeu uma estrela no Calçada da Fama de Hollywood. Em 2009, ele foi colocado no Songwriters Hall of Fame. Também em 2009, ele foi introduzido no Teatro Municipal Americano da Fama. A cerimônia de posse teve lugar na noite de 25 de janeiro de 2010.

## Trabalhos

### Teatro
- Butterflies Are Free  (1969) canção-título (peça e filme)
- Godspell (1971) compositor, letrista
- Mass (1971) libreto em inglês (em colaboração com Leonard Bernstein)
- Pippin (1972) compositor, letrista
- The Magic Show (1974) compositor, letrista
- The Baker's Wife  (1976) compositor, letrista
- Working (1978) adaptação, direção, compositor, letrista de 4 músicas
- Personals (1985) compositor de 3 músicas
- The Trip (1986) show infantil - compositor, letrista
- Rags (1986) letrista
- Children of Eden (1991) compositor, letrista
- Der Glöckner von Notre Dame (1999 Berlim) letrista, músicas de Alan Menken (versão teatral do O Corcunda de Notre Dame da Disney); Michael Kunze traduziu as letras para alemão.
- Wicked (2003) compositor, letrista
- Tiruvasakam (2005) Tradução para Inglês de versos selecionados do hino Tamil hymn on Lord Siva por Manickavasagar; Compositor indiano Ilaiyaraaja escreveu a música.
- Snapshots (2005)
- Capitão Louie (2005)
- Mit Eventyr - My FairyTale (2005) (contribuiu com 6 músicas)
- Séance on a Wet Afternoon (2009), ópera [11]
- Houdini (2015/2016) [12]

### Gravações
- Reluctant Pilgrim (1997)
- Uncharted Territory (2001)

### Livros
- The Perfect Peach book (1977) para crianças
- Defying Gravity (2008) biografia

### Cinema
- Godspell (1973) compositor, letrista
- Pocahontas (1995) letrista
- O Corcunda de Notre Dame (1996) letrista
- O Príncipe do Egito (1998) compositor, letrista
- Enchanted (2007) letrista
- Mumbai Musical (2016) letrista
- Wicked filme (2019)

### Televisão
- Working, diretor
- Geppetto (2000) compositor, letrista
- Johnny eo Sprites (2005) música-tema

### Coral
- The Chanukah Song (We are Lights)
- KERAMOS
- Working (2012)